# Emmi Wöbbeking
Emmi Wöbbeking (* 13. März 1900 in Hannover; † nach 1965) war eine deutsche Operetten-Sängerin (Soubrette) und Schauspielerin mit Hauptwirkungsort in Hannover.

## Leben

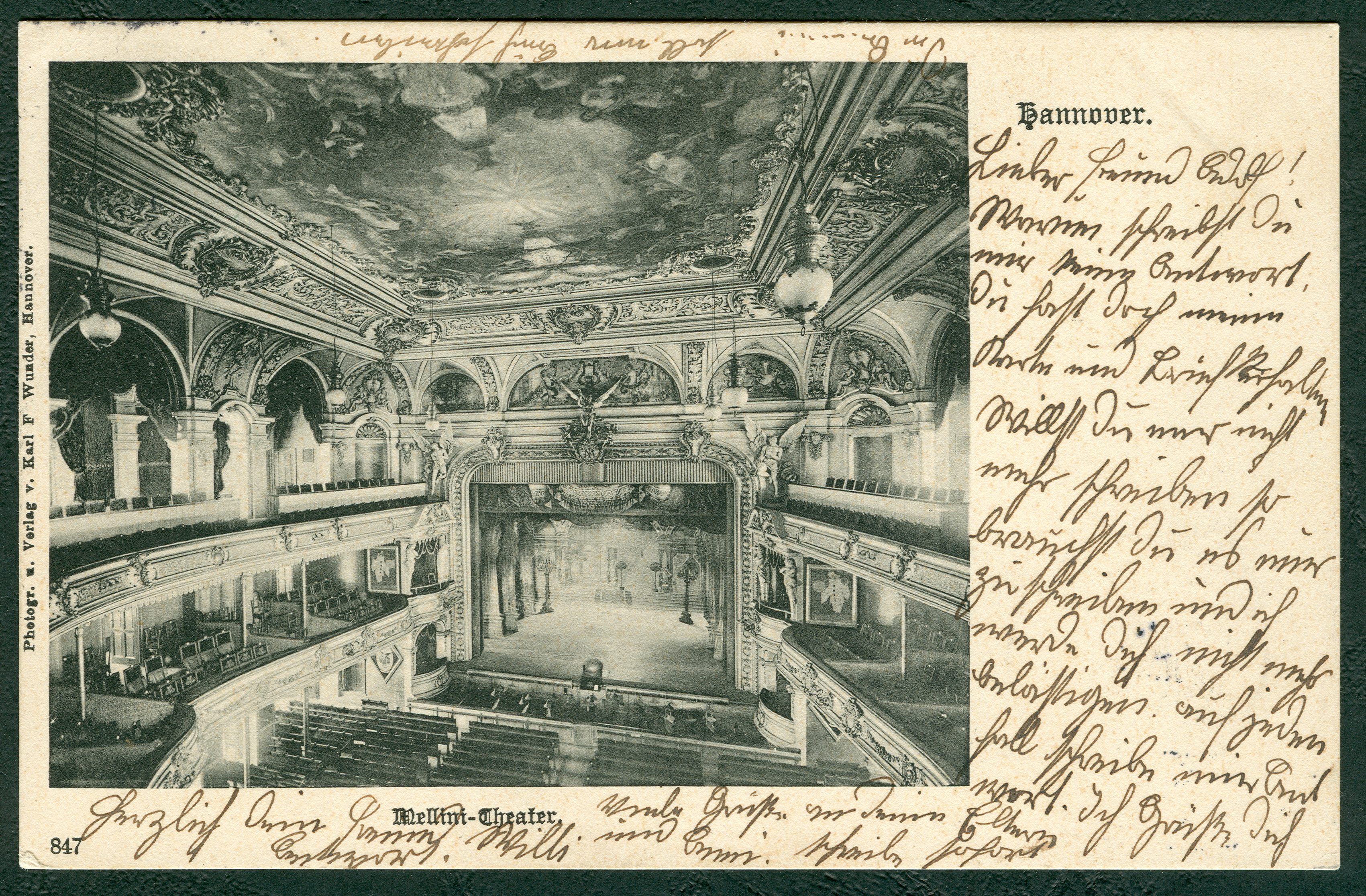
Das Mellini-Theater in Hannover, Bühne der Operettensängerin Wöbbeking;
Ansichtskarte Nr. 847, Karl F. Wunder, um 1905

Emmi Wöbbeking erhielt eine private Gesangsausbildung. Ihr Bühnendebüt hatte sie in der Saison 1920/21 am Stadttheater Stolp (Słupsk) in Pommern. In der Spielzeit 1922/23 war sie am Stadttheater Duisburg (Vereinigte Stadttheater Duisburg-Bochum), in der Spielzeit 1923/24 dann am Stadttheater Stettin engagiert.
Weitere Engagements folgten in Hannover (Spielzeit 1924/25), am Stadttheater Cottbus (Spielzeit 1925/26), am Staatstheater Schwerin (1926–1929) und am Stadttheater Kiel (1929–1931).
In der Spielzeit 1931/32 war sie in Magdeburg engagiert. 1932 trat Emmi Wöbbeking „[...] mit blonder Perücke“ dort im Zentraltheater in Paul Abrahams Operette Die Blume von Hawaii in der Rolle der Bessie Worthington als Nichte des Gouverneurs auf.
In den Jahren 1933 und 1934 war sie in den Sommermonaten dann jeweils Mitglied des Berliner Nollendorf-Theaters. 1934 und 1935 war sie in Bad Nenndorf bei Hannover, in der Spielzeit 1935/36 dann wieder in Hannover engagiert. Sie arbeitete als Operettensängerin im Mellini-Theater in Hannover. Sie gehörte zu den Künstlern, die mit dem Operettentenor Walter Jankuhn und dessen Ehefrau „Tutti“ (Karin, geborene Ahrens) eine bis ans Lebensende reichende Freundschaft verband. Als Sängerin und Schauspielerin ist Wöbbeking auch in den Kriegsjahren (u. a. im Deutschen Bühnen-Jahrbuch 1942) noch in Hannover nachgewiesen.
Nach dem Zweiten Weltkrieg lebte Emmi Wöbbeking weiterhin in Hannover, wo sie gelegentlich noch auftrat. In Hannover feierte sie auch ihren 65. Geburtstag.

## Archivalien
Archivalien von und über Emmi Wöbbeking finden sich beispielsweise
- in der Zeitungsausschnittsammlung Dr. Jörg Walter im Niedersächsischen Landesarchiv (Standort Hannover), Signatur NLA HA ZGS 2/4 Nr. 16